# Artilerie

Artileria este arma destinată pentru sprijinul cu foc al operațiilor forțelor luptătoare, constituind mijlocul principal de lovire cu foc a obiectivelor terestre și de la suprafața apei.
Legea nr. 18 din 4 martie 1992 pentru ratificarea Tratatului cu privire la forțele armate convenționale în Europa stipulează că: termenul artilerie înseamnă sistemele de mare calibru capabile să lovească obiective terestre, în primul rând prin executarea de foc indirect. Asemenea sisteme de artilerie asigură sprijinul de bază cu foc indirect pentru formațiunile de arme îintrunite. Sistemele de artilerie de mare calibru sunt tunurile, obuzierele, piesele de artilerie combinând caracteristici de tunuri și de obuziere, aruncătoarele și sistemele multiple de lansare proiectile reactive cu calibru de 100 mm și mai mare.

## Muniție
În decursul istoriei muniția artileriei s-a perfecționat, astfel după perfecționare și utilizare se pot aminti:
1. Ghiuleaua de tun care era o sferă (bilă) masivă de piatră sau metal.
2. Ghiulea cu lanț care era folosit în luptele navale pentru distrugerea catargului vasului inamic.
3. Muniție cu alice sau cartaică.
4. Șrapnel este un proiectil de artilerie încărcat cu gloanțe, cu focos reglabil, care explodează într-un punct voit de pe traiectorie.
5. Muniție incendiară cu o carcasă de metal umplut cu material inflamabil.
6. Muniție cu material exploziv care explodează numai când a ajuns la destinație.
7. Muniție pentru blindate inițial fiind o bilă din metal masiv, astăzi prevăzut cu un miez de metal masiv ascuțit cu scopul de a străpunge blindajul.
8. Muniție nucleară în cadrul NATO fiind interzisă folosirea ei după încheierea Războiului Rece.
9. Muniție cu ceață pentru reducerea vizibilității.
10. Muniție de iluminare a câmpului de luptă, fiind tot mai rar folosită.
11. Muniție specială pentru răspândirea de manifeste.
12. Muniție cu mine ce pot fi amplasate pe o suprafață largă.
13. Muniție de manevră (muniție oarbă) folosită în aplicațiile (exercițiile) militare.

## Galerie de imagini

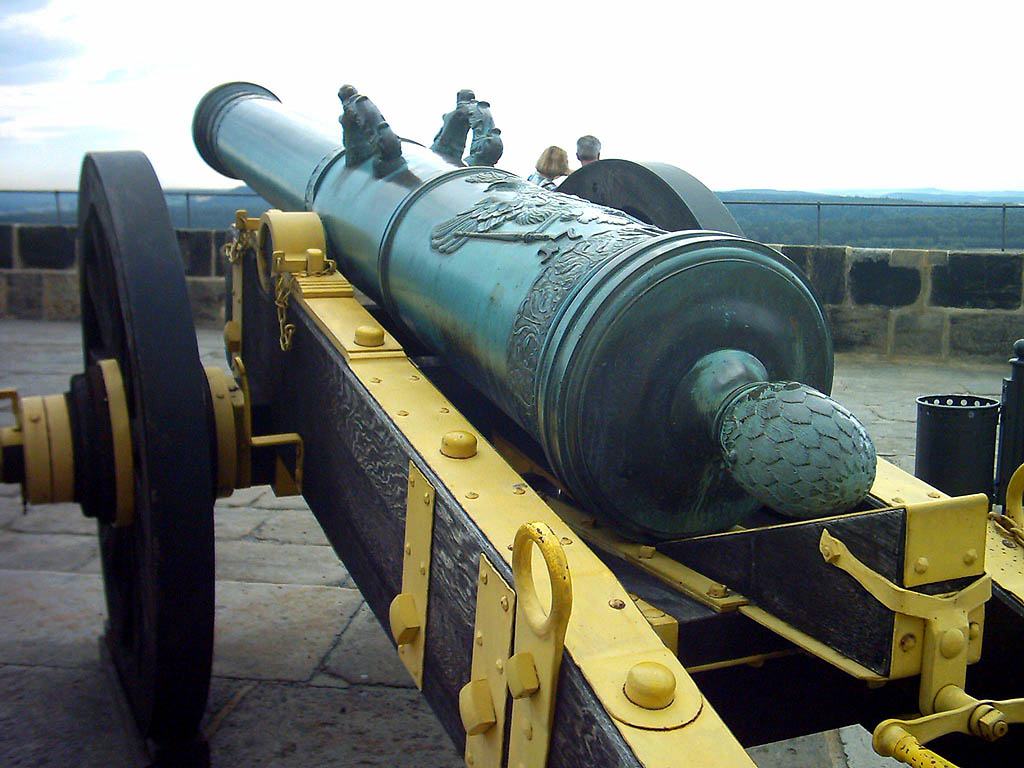
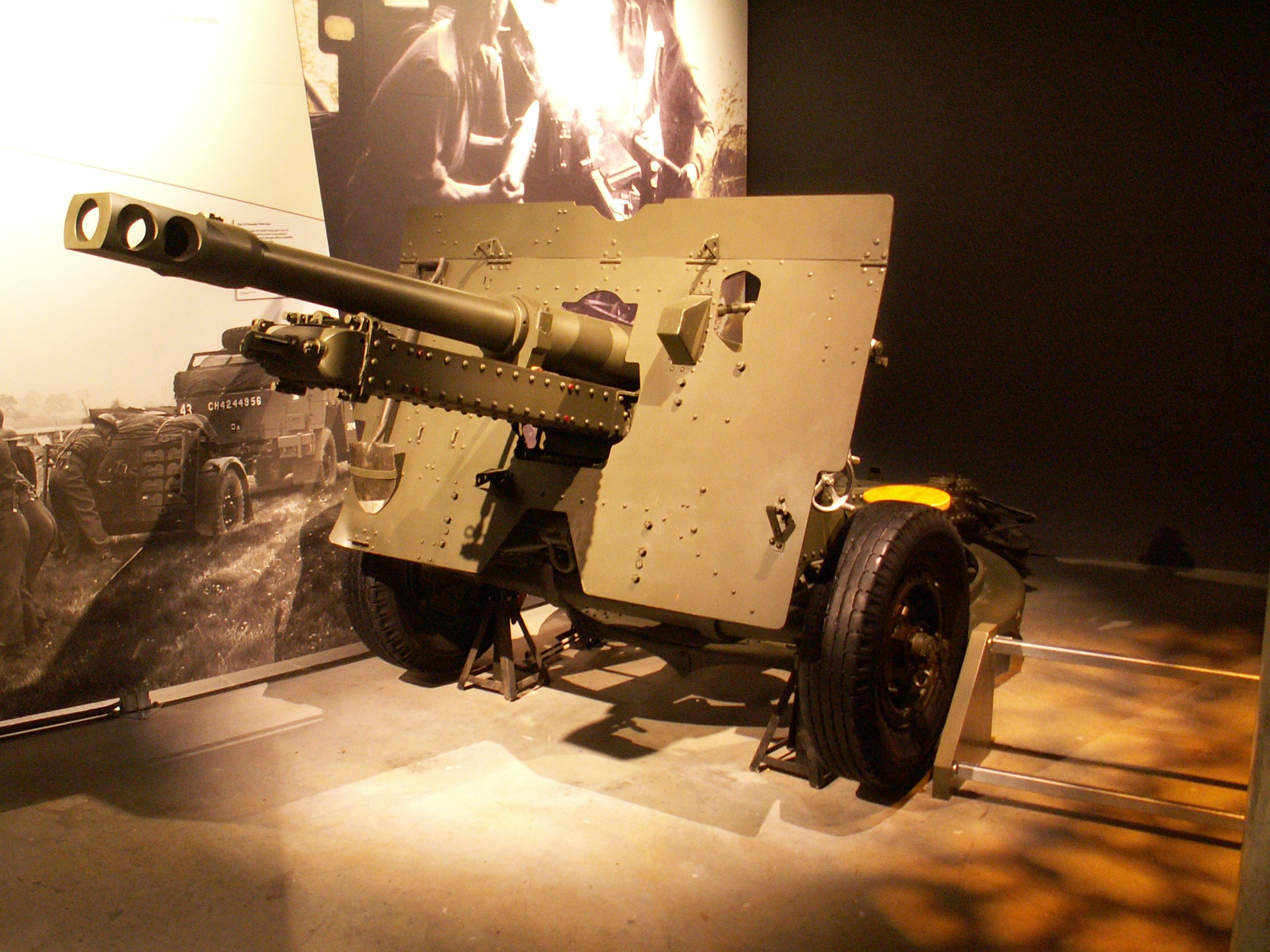
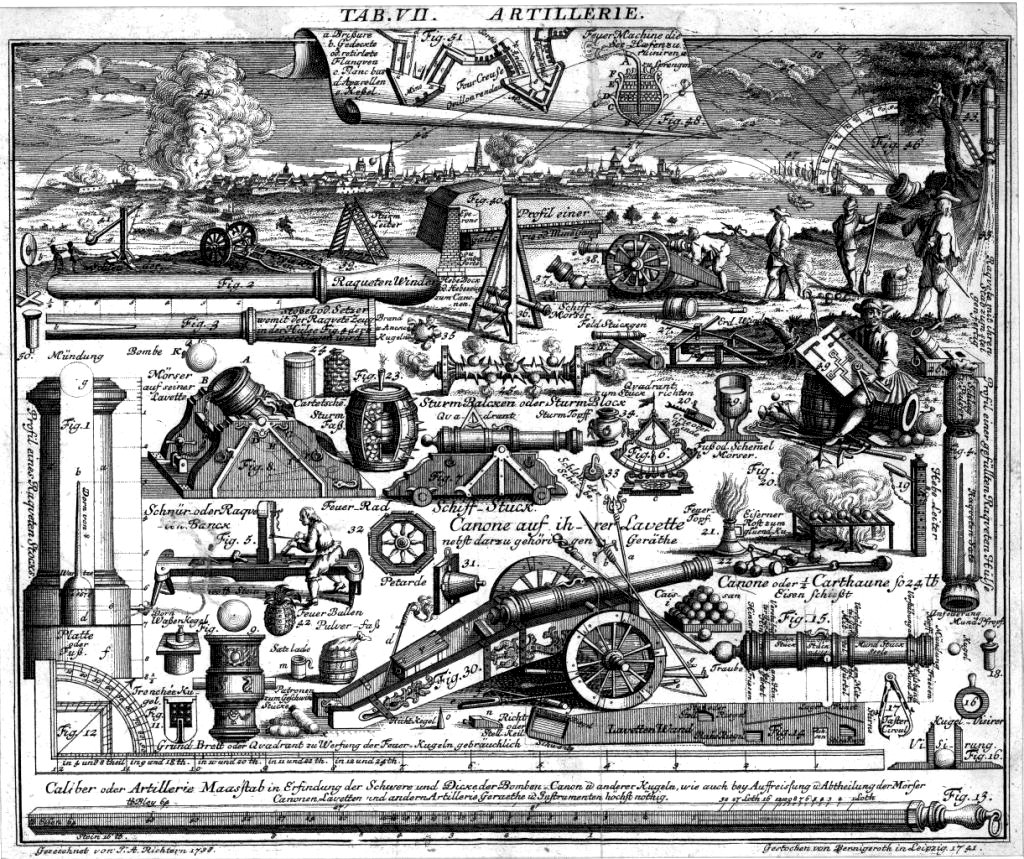
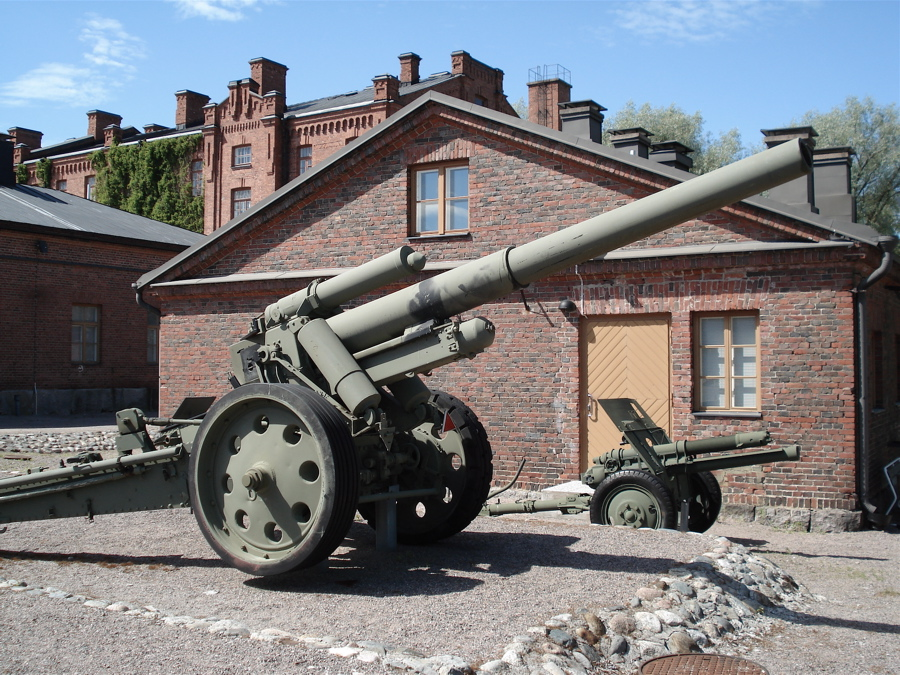
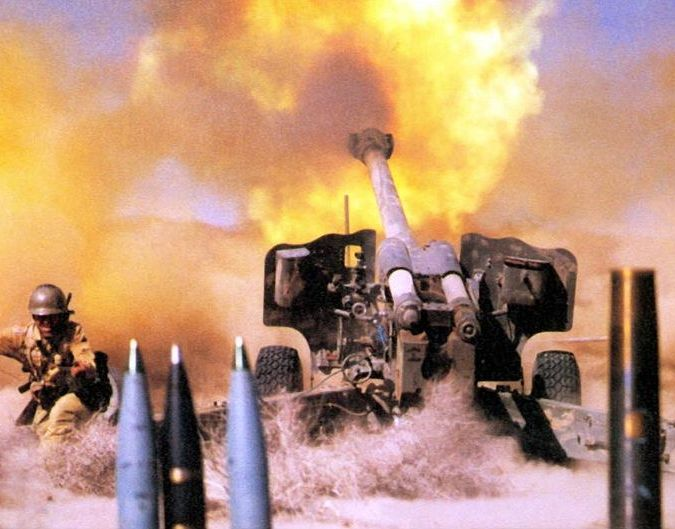
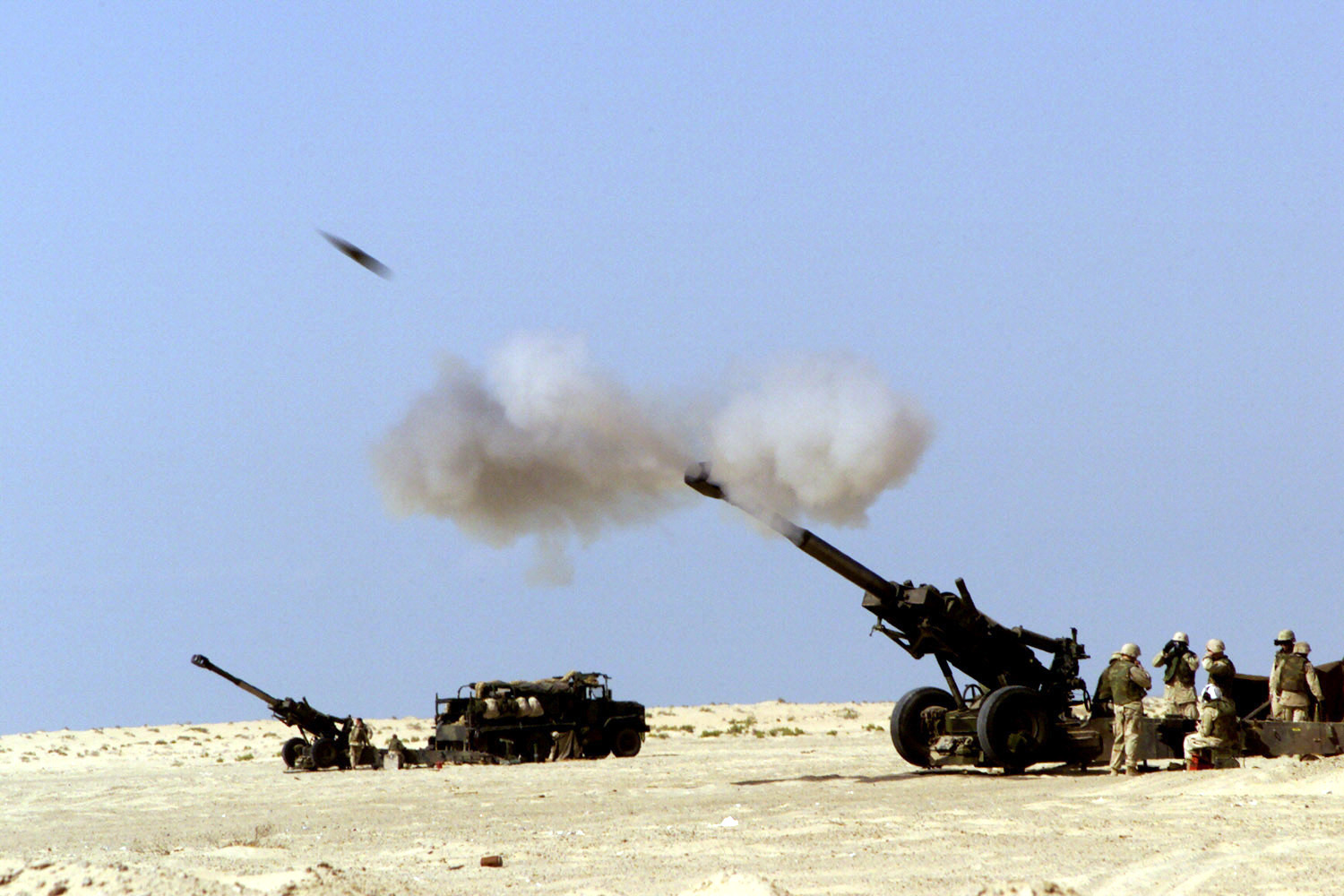
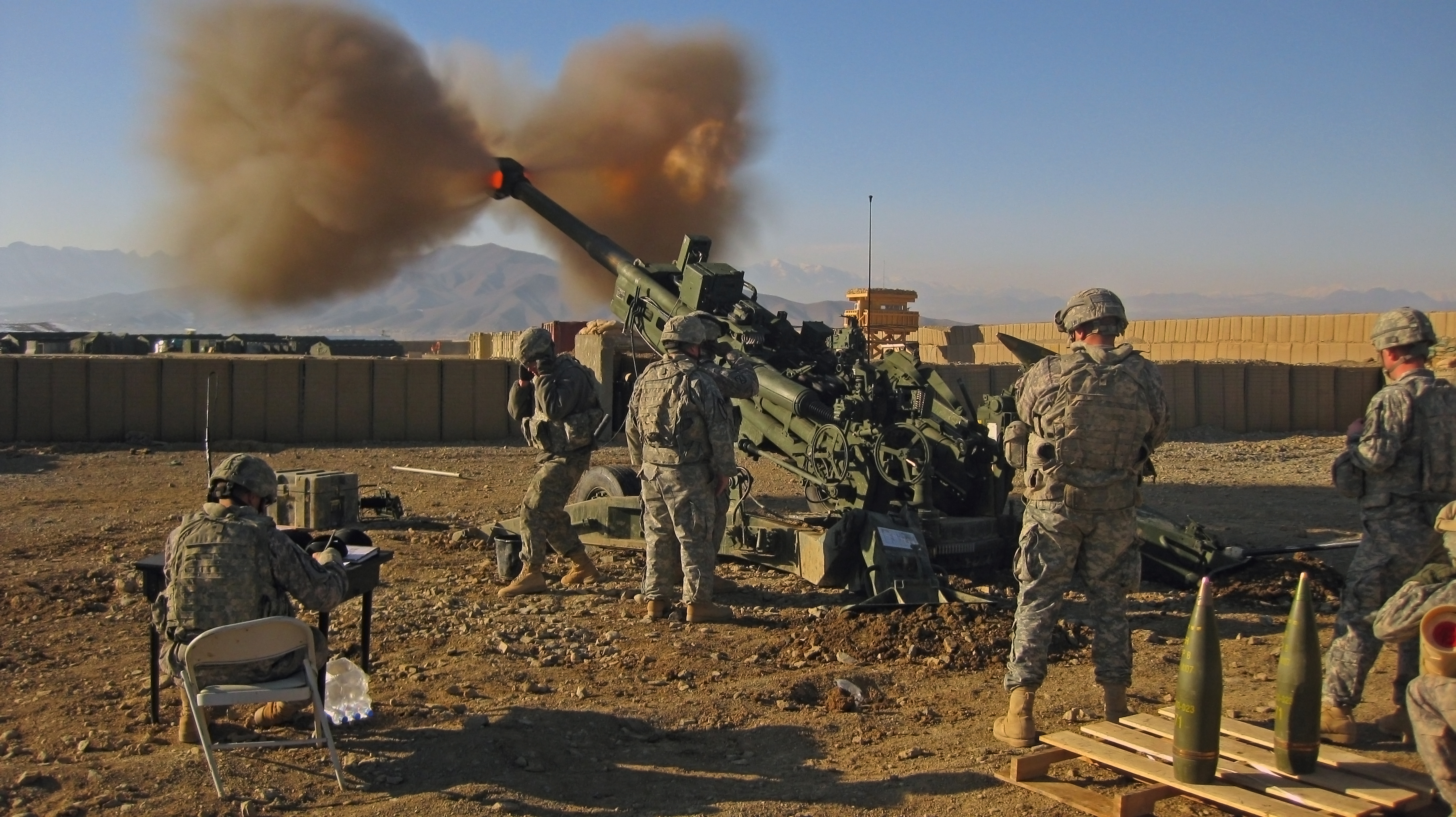